# Ohne dich (Kasimir1441 e Badmómzjay)
Ohne dich è un singolo dei rapper tedeschi Kasimir1441 e Badmómzjay, pubblicato il 14 gennaio 2021 come terzo estratto dal secondo album in studio di Kasimir1441 Eya.

## Video musicale
Il video musicale è stato reso disponibile il 14 gennaio 2021, in concomitanza con l'uscita del brano.

## Tracce
Testi di Kasimir1441 e Badmómzjay, musiche di Wildbwoys.
1. Ohne dich – 2:05

## Formazione
- Kasimir1441 – voce
- Badmómzjay – voce
- Wildbwoys – produzione
- Gox – mastering

## Classifiche

### Classifiche settimanali
| Classifica (2021) | Posizione massima |
| ----------------- | ----------------- |
| Austria           | 1                 |
| Germania          | 1                 |
| Svizzera          | 6                 |

### Classifiche di fine anno
| Classifica (2021) | Posizione |
| ----------------- | --------- |
| Austria           | 24        |
| Germania          | 18        |